# Cupido (Gattung)
Cupido ist eine Gattung aus der Familie der Bläulinge. Es sind 17 Arten beschrieben, davon kommen sechs in Europa vor.

## Merkmale
Cupido beinhaltet eine Gruppe sehr kleiner Bläulinge, darunter die kleinsten Arten der Familie. Kennzeichen für die Gattung (unter Einschluss einiger verwandter Gattungen: die "Sektion Everes", vgl. unten) sind: Im Vorderflügel verschmelzen (anastomosieren) die Subcostalader und die Ader R1 ein kurzes Stück, trennen sich aber anschließend wieder. Bei den Männchen sind Duftschuppen vorhanden, diese sind aber unauffällig. Unter dem Mikroskop sind sie von charakteristischer Gestalt. Sie sind langgestielt und vorn verbreitert, wie ein Tennisschläger, dabei nach oben rinnenförmig eingerollt, sie stehen in Reihen.
Leichter erkennbare Merkmale sind z. B.: Augen unbehaart (nackt), Taster (Palpen) behaart oder beschuppt. Die Gattung umfasst Arten mit dunkler, meist grauer oder brauner Färbung der Flügeloberseiten der Weibchen, die bei den Männchen meist mehr oder weniger ausgedehnt blau gefärbt sind. Dabei handelt es sich um manchmal metallisch schillernde Strukturfarbe. Die Unterseite ist in beiden Geschlechtern in der Regel hellgrau bis fast weiß, manchmal zart bläulich getönt, mit dunklen Flecken, nur bei manchen Arten von orangen Flecken begleitet. Die Arten der Untergattung Everes tragen am Hinterrand des Hinterflügels einen mehr oder weniger langen Anhang (Schwänzchen), dieser fehlt den Arten der Untergattung Cupido.
Tatsächlich erkennbar ist die Gattung aber ausschließlich anhand des Genitalapparats der Männchen. In der Regel wird bei der praktischen Arbeit und der Darstellung in Feldführern deshalb auf die Bestimmung der Gattungen ganz verzichtet und sofort die Art bestimmt.

## Raupen
Die Raupen sind nicht bei allen Arten bekannt, Merkmale für die Gattung können nicht angegeben werden. Bei den untersuchten Arten besitzen sie die charakteristische asselförmige Gestalt der meisten Bläulingsraupen, mit kleinem, in den Rumpf zurückziehbaren Kopf. Sie sind behaart und oft farbig getönt. Diese Färbung dient zur Tarnung in den Blütenköpfchen, auf denen die Raupen oft sitzen. Alle Arten leben auf Schmetterlingsblütlern (Leguminosen).
Die bisher untersuchten Arten leben, wie zahlreiche andere Bläulinge, in enger Assoziation mit Ameisen. Bei Cupido minimus sind sie grün gefärbt und haben eine dunkelgrüne Rückenlinie. Der Raupenkörper verjüngt sich an beiden Enden und ist weiß behaart. Der Raupenkopf ist schwarz und wird bei Ruhe in den Körper zurückgezogen. Überwinternde Raupen besitzen eine rosabraune Färbung und sind rötlich braun gezeichnet. Bei der Art sind besondere Bildungen nachgewiesen, von denen bei anderen Arten eine anlockende Wirkung auf Ameisen nachgewiesen wurde. Dabei handelt es sich um umgewandelte Haare (sog. Porenkuppeln) und Nektardrüsen (sog. Dorsalorgane), die beide von Ameisen begehrte Substanzen abgeben, deren Zusammensetzung im Detail bei Cupido aber unbekannt ist. Die Raupen sind dadurch weitgehend vor Fraß durch Ameisen geschützt und werden in vielen Fällen sogar aktiv von den Ameisen verteidigt.

## Taxonomie
Der Gattungsname Cupido im Sinne von Schrank bezog sich ursprünglich auf fast alle "echten" Bläulinge (die Unterfamilie Lycaeninae).
Nachdem zahlreiche Arten in neue Gattungen ausgegliedert wurden, ist die Gattung heute relativ klein. Cupido gehört in der Unterfamilie Polyommatinae in eine Gruppe nahe verwandter Gattungen, die Sektion Everes. Die Gattung ist dabei von den verwandten Gattungen ausschließlich über die Genitalmorphologie der Begattungsorgane der Männchen unterscheidbar. Im Gegensatz zu einigen anderen Gruppen ist die Everes-Sektion modern niemals revidiert worden, ihr Status gilt daher als "somewhat chaotic". Auch unter vielen modernen Autoren ist der Status von Everes umstritten. Während die meisten Bearbeiter diese als Untergattung (oder bloße Artengruppe) von Cupido betrachten, halten andere am Gattungsrang fest. Obwohl sowohl Tutt als auch Eliot auch genitalmorphologische Unterschiede ausmachen wollen, werden die "Gattungen" gewöhnlich anhand eines einzigen Merkmals unterschieden: Bei Everes setzt am Hinterrand des Hinterflügels (in Verlängerung der letzten Medianader) ein kleines "Schwänzchen" an, das bei Cupido s. str. fehlt. Eine genetische Analyse anhand homologer DNA-Sequenzen vermochte das Problem nicht zu lösen. Hier soll Everes als Untergattung von Cupido betrachtet werden, dies entspricht der aktuellen Liste der Tagfalter, steht aber z. B. im Gegensatz zur Fauna von Baden-Württemberg.
Die Gattung Cupido in diesem Sinne umfasst 17 valide Arten, davon sind 6 bzw.7 in Europa verbreitet. Der Status einiger weiterer Arten ist umstritten.
Die Gattung besiedelt ein riesiges Areal, das die gesamte Holarktis umfasst. Eine Art ist im tropischen Ostasien und Australien beheimatet. Das Mannigfaltigkeitszentrum liegt in Zentralasien.
- Untergattung Cupido
  - Zwerg-Bläuling (Cupido minimus) Typusart der Gattung. Paläarktis (Westeuropa bis russische Pazifikküste).
  - Cupido carswelli Endemit von Spanien. Artstatus umstritten,[15][16] möglicherweise nur eine Form von minimus
  - Cupido lorquinii Westliches Nordafrika und Iberische Halbinsel
  - Kleiner Alpen-Bläuling (Cupido osiris). Paläarktis: Südeuropa bis Mongolei.
  - Cupido alaina Endemit der Gebirge Zentralasiens
  - Cupido staudingeri Türkei, Iran
  - Cupido buddhista Zentralasien, bis China
  - Cupido tusovi Zentralasien
  - Cupido peri Zentralasien
  - Cupido prosecusa Zentralasien
- Untergattung Everes
  - Südlicher Kurzgeschwänzter Bläuling (Cupido alcetas), Südeuropa bis Zentralasien (Altai, Baikal)
  - Kurzschwänziger Bläuling (Cupido argiades) Paläarktis: Mittel- und Südeuropa bis Japan. Breitet sich derzeit nach Norden aus.
  - Östlicher Kurzschwänziger Bläuling (Cupido decoloratus). Ost- und Südosteuropa.
  - Cupido decolor Endemit Zentralasiens (Tal des Syrdarja)
  - Cupido amyntula westliches Nordamerika bis Alaska
  - Cupido comyntas östliches Nordamerika, getrennt davon (disjunkt) entlang der Westküste: Kalifornien bis Mittelamerika
  - Cupido lacturnus Südasien und Australien

## Name
Der lateinische Name, Cupido heißt übersetzt Begierde und bezeichnet den römischen Liebesgott Amor.